# Eriphus purpuratus
Eriphus purpuratus là một loài bọ cánh cứng trong họ Cerambycidae.